# 東山北站
東山北站（日语：／ Higashi-Yamakita eki */?）是一個位於日本神奈川縣足柄上郡山北町向原，屬於東海旅客鐵道（JR東海）御殿場線的鐵路車站。車站編號為CB05。

## 車站構造
側式月台1面1線的地面車站。

## 使用情況
根據「山北町統計書」，2017年度（平成29年度）的1日平均上車人次為812人。
近年的推移如下表。
| 上車人次推移       | 上車人次推移    | 上車人次推移   |
| 年度               | 1日平均上車人次 | 來源           |
| ------------------ | --------------- | -------------- |
| 1997年（平成09年） | 1,108           | [ 利用客数 2 ] |
| 1998年（平成10年） | 1,168           | [ 利用客数 2 ] |
| 1999年（平成11年） | 1,086           | [ 利用客数 2 ] |
| 2000年（平成12年） | 1,058           | [ 利用客数 2 ] |
| 2001年（平成13年） | 1,010           | [ 利用客数 2 ] |
| 2002年（平成14年） | 946             | [ 利用客数 2 ] |
| 2003年（平成15年） | 936             | [ 利用客数 2 ] |
| 2004年（平成16年） | 966             | [ 利用客数 2 ] |
| 2005年（平成17年） | 956             | [ 利用客数 2 ] |
| 2006年（平成18年） | 953             | [ 利用客数 3 ] |
| 2007年（平成19年） | 939             | [ 利用客数 3 ] |
| 2008年（平成20年） | 917             | [ 利用客数 3 ] |
| 2009年（平成21年） | 893             | [ 利用客数 3 ] |
| 2010年（平成22年） | 895             | [ 利用客数 3 ] |
| 2011年（平成23年） | 811             | [ 利用客数 3 ] |
| 2012年（平成24年） | 819             | [ 利用客数 3 ] |
| 2013年（平成25年） | 832             | [ 利用客数 4 ] |
| 2014年（平成26年） | 780             | [ 利用客数 4 ] |
| 2015年（平成27年） | 807             | [ 利用客数 5 ] |
| 2016年（平成28年） | 799             | [ 利用客数 6 ] |
| 2017年（平成29年） | 812             | [ 利用客数 1 ] |

## 相鄰車站
東海旅客鐵道（JR東海）
 御殿場線
松田（CB04）－東山北（CB05）－山北（CB06）

### 使用情況
1. 1 2  平成30年度山北町統計書PDF7ページ。
2. ↑  平成19年度山北町統計書PDF7ページ。
3. ↑  平成25年度山北町統計書PDF7ページ。
4. ↑  平成27年度山北町統計書PDF7ページ。
5. ↑  平成28年度山北町統計書PDF7ページ。
6. ↑  平成29年度山北町統計書PDF7ページ。